# Fylyp (Osadčenko)
Fylyp (světským jménem: Roman Albertovyč Osadčenko; * 2. července 1956, Dnipropetrovsk) je ukrajinský duchovní Ukrajinské pravoslavné církve a metropolita poltavský a myrhorodský.

## Život
Narodil se 2. července 1956 v Dnipropetrovsku v rodině vojáka.
Po střední škole nastoupil na fakultu biologie Charkovské státní univerzity.
Dne 11. září 1980 byl rukopoložen na diákona a 28. září arcibiskupem kurským a bělgorodským Chrizostomem (Martiškinem) na jereje. Stal se duchovním katedrálního chrámu v Kursku. Byl vedoucím kurské eparchiální správy.
Od roku 1985 byl sekretářem kurské eparchie a představeným chrámu svatého Mikuláše v sídle Listvjanka. Následující rok se stal duchovním poltavské eparchie.
Roku 1987 se stal představeným chrámu Narození Jana Předchůdce ve vesnici Dudkyn Haj. O rok později dokončil Moskevský duchovní seminář.
Od roku 1990 působil jako představený chrámu svatého Mikuláše v Komsomolsku.
Roku 1993 byl postřižen na monacha se jménem Fylyp na počest svatého Filipa Moskevského. Poté se stal představeným Mharského monastýru v hodnosti igumena a blagočinným Kremenčuckého okruhu.
Roku 1994 byl povýšen na archimandritu.
Roku 1999 dokončil Kyjevskou duchovní akademii.
Dne 21. prosince 2001 jej Svatý synod Ukrajinské pravoslavné církve zvolil biskupem poltavským a kremenčuckým. Dne 30. prosince proběhla v Kyjevskopečerské lávře jeho biskupská chirotonie. Světiteli byli metropolita kyjevský a celé Ukrajiny Volodymyr (Sabodan), arcibiskup lvovský Augustin (Markevič), biskup žytomyrský Gurij (Kuzmenko), biskup chustský Ioan (Siopko), biskup sarenský Anatolij (Hladkyj), biskup perejaslav-chmelnycký Mytrofan (Jurčuk) a biskup vyšhorodský Pavlo (Lebiď).
Dne 23. dubna 2002 se stal předsedou Synodního oddělení náboženského vzdělávání, katecheze a misií.
Roku 2004 byl dočasným členem Svatého synodu Ukrajinské pravoslavné církve.
Dne 28. července 2006 byl povýšen na arcibiskupa.
Dne 24. listopadu 2007 mu byl v rámci zřízení samostatné kremenčucké eparchie změně titul na poltavský a myrhorodský.
Dne 25. prosince 2007 získal na Užhorodské bohoslovecké akademii titul doktor teologie.
Dne 8. května 2008 byl z důvodu rozdělení Synodního oddělení náboženského vzdělávání, katecheze a misií jmenován předsedou oddělení misií a 10. února 2011 oddělení náboženského vzdělávání a katecheze.
Dne 9. července 2012 byl povýšen na metropolitu.
Dne 20. července 2012 byl jmenován předsedou obnoveného Synodního oddělení náboženského vzdělávání, katecheze a misií.